# Liste der Biografien/Hui
Liste der Biografien |
Portal Biografien |
Personensuche
# |
A |
B |
C |
D |
E |
F |
G |
H |
I |
J |
K |
L |
M |
N |
O |
P |
Q |
R |
S |
T |
U |
V |
W |
X |
Y |
Z |
?
 
Ha |
Hd |
He |
Hi |
Hj |
Hk |
Hl |
Hm |
Hn |
Ho |
Hr |
Hs |
Ht |
Hu |
Hv |
Hw |
Hy
 
Hua |
Hub |
Huc |
Hud |
Hue |
Huf |
Hug |
Huh |
Hui |
Huj |
Huk |
Hul |
Hum |
Hun |
Huo |
Hup |
Huq |
Hur |
Hus |
Hut |
Huu |
Huv |
Huw |
Hux |
Huy |
Huz
Die Liste der Biografien führt alle Personen auf, die in der deutschsprachigen Wikipedia einen Artikel haben. Dieses ist eine Teilliste mit 101 Einträgen von Personen, deren Namen mit den Buchstaben „Hui“ beginnt.

## Hui
- Hui, 17. König der chinesischen Zhou-Dynastie und 5. König der östlichen Zhou-Dynastie
- Hui († 319 v. Chr.), dritte Herrscher des chinesischen Staates Wei zur Zeit der Streitenden Reiche
- Hui I. von Qin († 492 v. Chr.), Herrscher der Zhou-Dynastie
- Hui Man, Ling (* 1991), chinesische Sprinterin (Hongkong)
- Hui Shi, chinesischer Philosoph
- Hui So Hung (* 1958), hongkong-chinesische Tischtennisspielerin
- Hui von Jin († 637 v. Chr.), chinesischer Herrscher
- Hui Wai Ho (* 1986), chinesischer Badmintonspieler (Hongkong)
- Hui, Ann (* 1947), chinesische Schauspielerin, Regisseurin, Filmproduzentin
- Hui, Cheung-wai (* 1963), chinesischer Komponist
- Hui, Dong (1697–1758), konfuzianischer Gelehrter und Philologe
- Hui, Justin (* 1998), singapurischer Fußballspieler
- Hui, Katherine (* 2005), US-amerikanische Tennisspielerin
- Hui, Liangyu (* 1944), chinesischer Politiker, Mitglied des Politbüros der Kommunistischen Partei Chinas
- Hui, Loni (* 1989), US-amerikanische Pokerspielerin
- Hui, Michael (* 1942), chinesischer Regisseur, Drehbuchautor, Komiker und SchauspielerMichael Hui (* 1942)

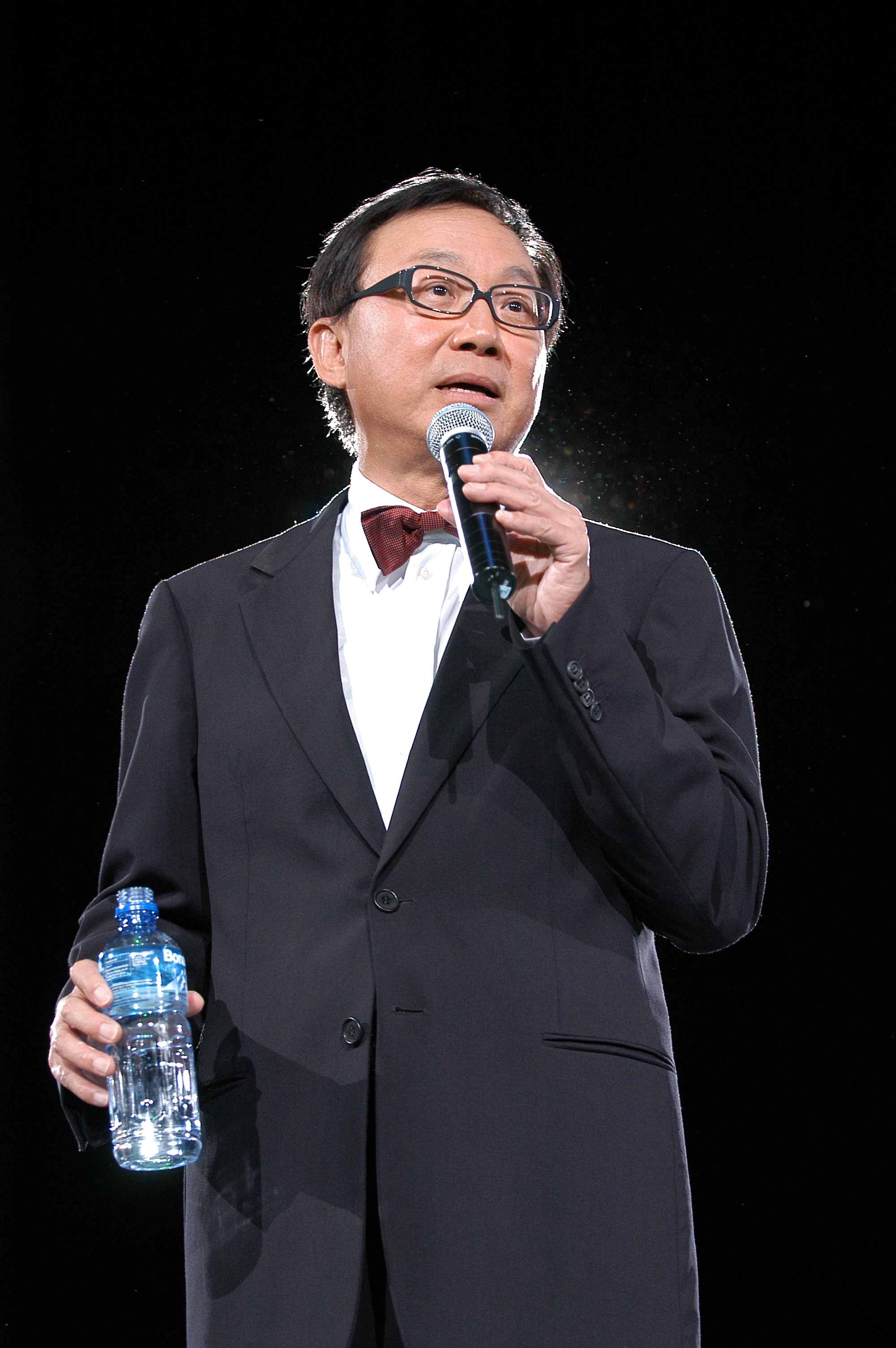
Michael Hui (* 1942)

- Hui, Phillip (* 1987), US-amerikanischer Pokerspieler
- Hui, Ricky (1946–2011), chinesischer Schauspieler
- Hui, Ruoqi (* 1991), chinesische Volleyballspielerin
- Hui, Sam (* 1948), chinesischer Sänger und SchauspielerSam Hui (* 1948)

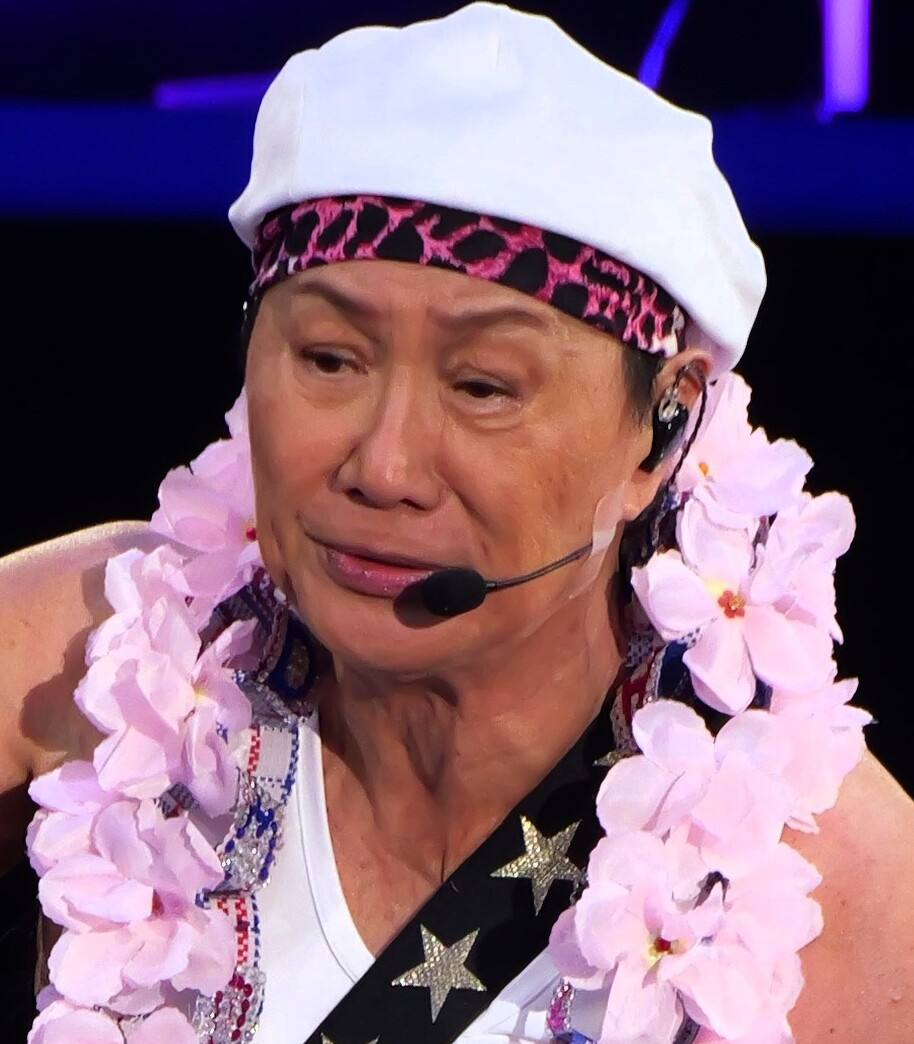
Sam Hui (* 1948)

- Hui, Xirui (* 1994), chinesische Badmintonspielerin

### Huia
- Huiart, Marc (1936–1962), französischer Radrennfahrer

### Huib
- Huiberts, Max (* 1970), niederländischer Fußballspieler

### Huic
- Huici, Matilde (1890–1965), spanische Lehrerin, Anwältin, Pädagogin und Suffragette
- Huick, Ferdi (1940–2006), deutscher Karnevals-Redner

### Huid
- Huidobro, Borja (* 1936), chilenischer Architekt, Stadtplaner und Maler
- Huidobro, Martin (* 1972), deutscher Künstler
- Huidobro, Sergio (* 1921), chilenischer Konteradmiral und Botschafter
- Huidobro, Vicente (1893–1948), chilenischer Lyriker

### Huie
- Huie, Janice Riggle (* 1946), US-amerikanische methodistische Bischöfin

### Huij
- Huijben, Thomas (* 1993), niederländischer Fußballspieler
- Huijbers, Bernard (1922–2003), niederländischer Komponist, Kirchenmusiker und Jesuit
- Huijbers, Ton (* 1949), niederländischer Fotograf
- Huijbregts, Sanne (* 1992), niederländische Jazzmusikerin (Gesang, Vibraphon, Komposition)
- Huijong (1181–1237), 21. König des Goryeo-Reiches und der Goryeo-Dynastie
- Huijsen, Coos (* 1939), niederländischer Politiker
- Huijsen, Dean (* 2005), spanisch-niederländischer FußballspielerDean Huijsen (* 2005)

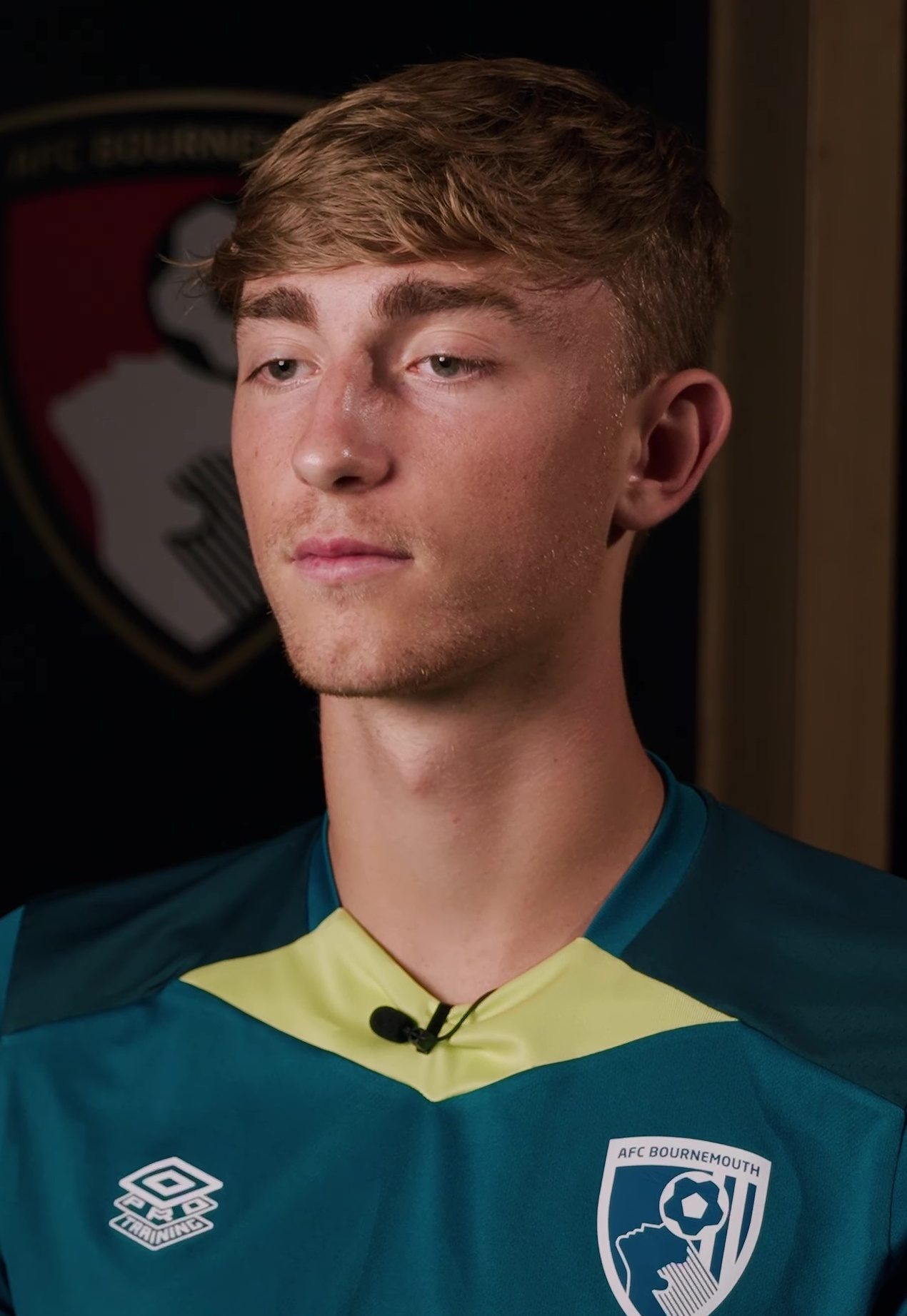
Dean Huijsen (* 2005)

- Huijser, Govert (1931–2014), niederländischer General, ehemaliger oberster Kommandeur der niederländischen Streitkräfte
- Huijsmans, Constant Cornelis (1810–1886), niederländischer Kunstmaler und Zeichenlehrer

### Huik
- Huike, zweiter Patriarch des Chan und chinesischer Mönch

### Huil
- Huilca, Indira (* 1988), peruanische Politikerin
- Huillard, Xavier (* 1954), französischer Manager
- Huillard-Bréholles, Jean Louis Alphonse (1817–1871), französischer Historiker
- Huillca Condori, Valeriana (1913–2014), peruanische Landarbeiterin
- Huillca Galindo, Artemio (1923–2008), peruanischer Lehrer, Schriftsteller und Dramatiker
- Huillca Quispe, Saturnino (1893–1987), peruanischer Anthropologe und Politiker
- Huillca, Edgar (* 2005), peruanischer Leichtathlet
- Huillet, Danièle (1936–2006), französische Regisseurin

### Huin
- Huin, Louis (1756–1821), französischer Glasmaler
- Huineng (638–713), chinesischer Meister des Chan-Buddhismus
- Huinink, Johannes (* 1952), deutscher Soziologe, Professor für Soziologie

### Huir
- Huiracocha Inca, achter Inka-Herrscher

### Huis
- Huisgen, Horst (1913–2002), deutscher Politiker (FDP), MdL
- Huisgen, Rolf (1920–2020), deutscher ChemikerRolf Huisgen (1920–2020)

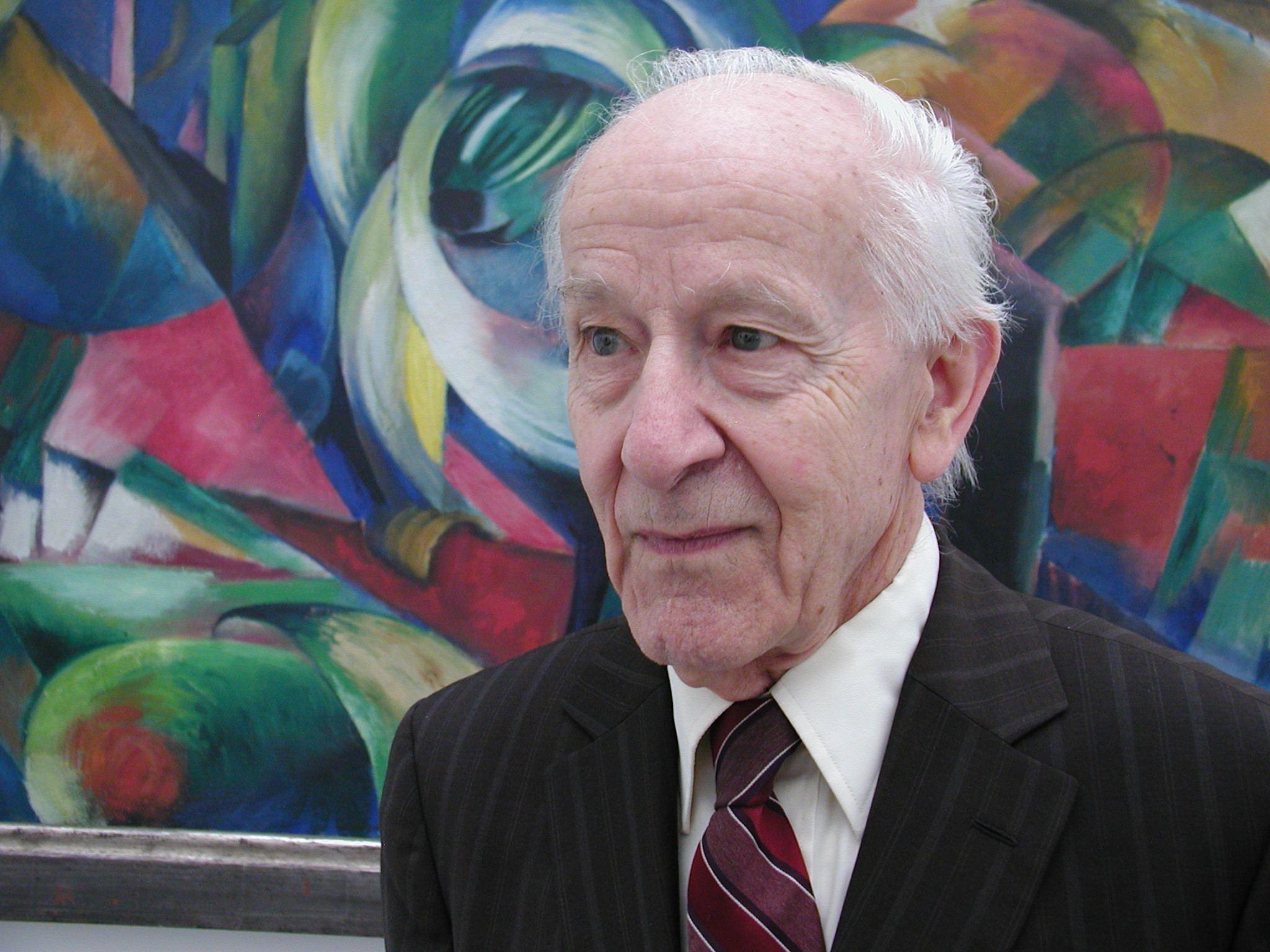
Rolf Huisgen (1920–2020)

- Huish, Justin (* 1975), US-amerikanischer Bogenschütze und Olympiasieger
- Huising, Menno (* 2004), niederländischer Radrennfahrer
- Huisjes, Jan (* 1951), niederländischer Radrennfahrer
- Huisken, Freerk (* 1941), deutscher Autor und Hochschullehrer
- Huisken, Gerhard (* 1958), deutscher Mathematiker
- Huisken, Hermann (1861–1899), deutscher Genremaler, Militärmaler und Illustrator
- Huisken, Jan (* 1974), deutscher Physiker
- Huiskes, Alexander (* 1968), deutscher Autor von Fantasy-Romanen
- Huiskes, Anton (1928–2008), niederländischer Eisschnellläufer
- Huisman, Daan (* 2002), niederländischer Fußballspieler
- Huisman, Dithmar (1764–1822), niederländischer reformierter Theologe und Kirchenhistoriker
- Huisman, Duncan (* 1971), niederländischer Autorennfahrer
- Huisman, Georges (1889–1957), französischer Politiker, Gründer der Internationalen Filmfestspiele von Cannes
- Huisman, Josje (* 1986), niederländische Sängerin, Tänzerin, Moderatorin und Schauspielerin
- Huisman, Loek (1926–2017), niederländischer Bühnenschauspieler, Regisseur, Autor und Übersetzer
- Huisman, Marc, deutscher American-Football-Spieler
- Huisman, Margriet (* 1983), niederländische Squashspielerin
- Huisman, Mariska (* 1983), niederländische Eisschnellläuferin und Speedskaterin
- Huisman, Michiel (* 1981), niederländischer SchauspielerMichiel Huisman (* 1981)

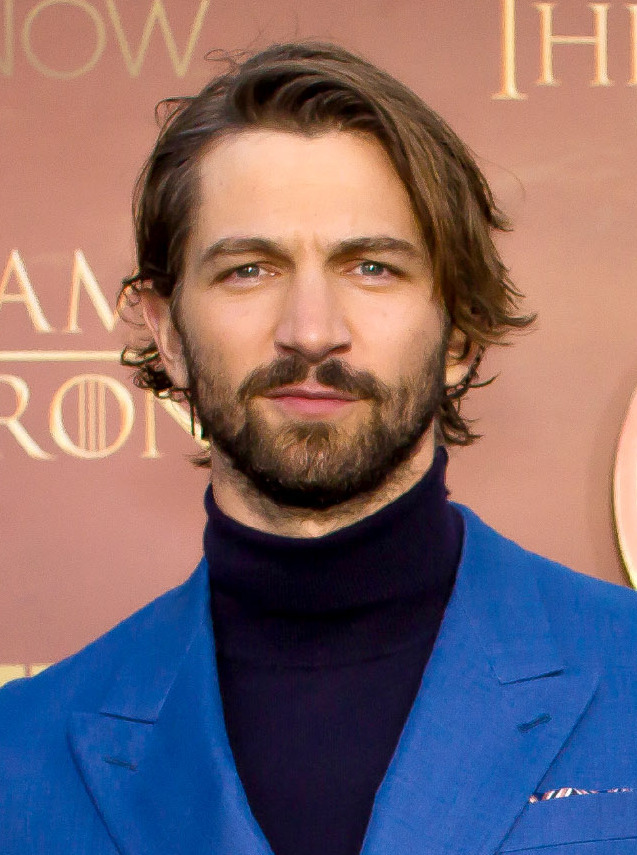
Michiel Huisman (* 1981)

- Huisman, Patrick (* 1966), niederländischer Rennfahrer
- Huisman, Ruby (* 1998), niederländische Radrennfahrerin
- Huismann, Wilfried (* 1951), deutscher Dokumentarfilmer und Sachbuchautor
- Huismans, Emma (* 1947), südafrikanische Schriftstellerin
- Huismans, Horst (1938–2020), deutscher Augenarzt und Fachbuchautor
- Huisseling, Mark van (* 1965), Schweizer Journalist
- Huistra, Pieter (* 1967), niederländischer Fußballspieler und -trainer

### Huit
- Huitema, Jan (* 1984), niederländischer Politiker (Volkspartij voor Vrijheid en Democratie), MdEP
- Huitema, Jordyn (* 2001), kanadische Fußballspielerin
- Huitfeldt, Anniken (* 1969), norwegische Politikerin (Ap), Mitglied des Storting
- Huitfeldt, Arild (1546–1609), Reichskanzler und Historiker
- Huitfeldt, Astrid (* 1977), norwegische Politikerin
- Huitfeldt, Christoffer († 1559), Mitglied des dänischen Reichsrats
- Huitfeldt-Kaas, Henrik Jørgen (1834–1905), norwegischer Genealoge, Heraldiker und Archivar
- Huitzilíhuitl (1380–1417), aztekischer Herrscher von Tenochtitlán

### Huix
- Huix Miralpéix, Salvio (1877–1936), spanischer Geistlicher

### Huiy
- Huiyuan (334–416), chinesischer Buddhist

### Huiz
- Huízar, Candelario (1882–1970), mexikanischer Komponist, Musiker und Musikpädagoge
- Huizen, Christopher van (* 1992), singapurischer Fußballspieler
- Huizenga, Bill (* 1969), US-amerikanischer Politiker
- Huizenga, Jenning (* 1984), niederländischer Radrennfahrer
- Huizenga, John R. (1921–2014), US-amerikanischer Physiker
- Huizing, Klaas (* 1958), deutscher Autor, Ordinarius am Lehrstuhl für Systematische Theologie an der Universität Würzburg
- Huizing, Petrus (1911–1995), niederländischer römisch-katholischer Kirchenrechtler
- Huizinga, Ilse (* 1966), niederländische Jazzsängerin
- Huizinga, Johan (1872–1945), niederländischer KulturhistorikerJohan Huizinga (1872–1945)

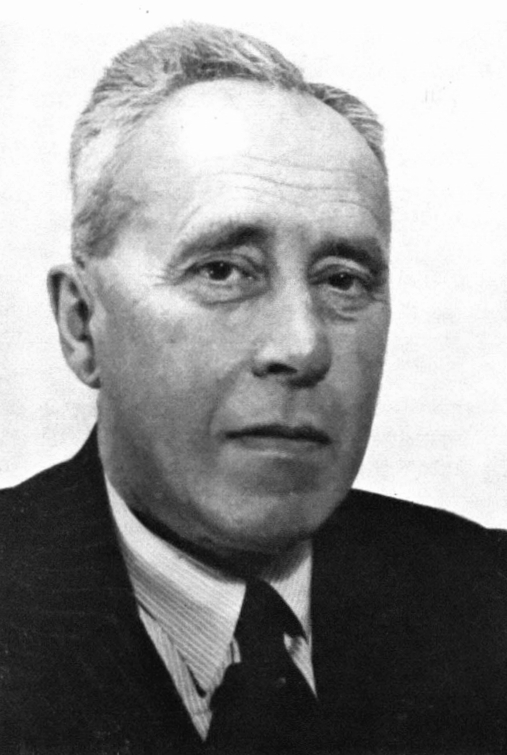
Johan Huizinga (1872–1945)

- Huizinga, Mark (* 1973), niederländischer Judoka
- Huizinga, Tineke (* 1960), niederländische Politikerin